# لانس دايموند
لانس دايموند (بالإنجليزية: Lance Diamond)‏ هو مغني أمريكي، ولد في 4 يوليو 1946، وتوفي في 4 يناير 2015.

## وصلات خارجية
- لانس دايموند على موقع ميوزك برينز (الإنجليزية)
- لانس دايموند على موقع أول ميوزيك (الإنجليزية)
- لانس دايموند على موقع ديسكوغز (الإنجليزية)